# Předklášteří
Předklášteří település Csehországban, a Brno-vidéki járásban. Předklášteří Nelepeč-Žernůvka, Březina, Štěpánovice, Dolní Loučky, Tišnov, Vohančice és Lomnička településekkel határos. Lakosainak száma 1461 fő (2024. január 1.).

## Népesség
A település lakosságának változását az alábbi diagram mutatja:
| Lakosok száma | 1208 | 962  | 1166 | 1276 | 1411 | 1443 | 1444 | 1420 | 1456 | 1461 |
|               | 1869 | 1900 | 1921 | 1961 | 1980 | 2011 | 2016 | 2019 | 2021 | 2024 |